# Campionat de Catalunya de natació - 4x100 metres estils mixt
Els 4x100 metres estils mixt és una prova del Campionat de Catalunya de natació que es realitza des de l'any 2022. És una prova per equips, on quatre nedadors de cada equip, dos homes i dues dones, han de completar un tram de 100 metres en un dels quatre estils (esquena, braça, papallona i estil lliure). Cada equip pot escollir quin nedador, home o dona, ha de disputar cada estil.
És una de les proves més modernes del calendari doncs no aparegué en el calendari fins a la segona dècada del segle XXI. L'any 2013 fou inclòs en algunes competicions oficials i un any més tard en el Mundial de piscina curta (25 metres) a Doha. El 2015 es disputà per primer cop en un Mundial de piscina olímpica (50 metres) a Kazan.
Pel que fa als campionats catalans, la prova no fou inclosa en el Campionat de Catalunya absolut d'estiu fins a la temporada 2021-22. En la primera edició guanyà el CN Sant Andreu amb un temps de 4 minuts i un segon. Un any més tard repetí títol el Sant Andreu, baixant aquest cop dels 4 minuts (3:58.69).

## Historial
| Edició | Data    | Competició mixta | Competició mixta                           | Competició mixta | refs. |
| Edició | Data    | Campió           | Nedadors                                   | Temps            | refs. |
| ------ | ------- | ---------------- | ------------------------------------------ | ---------------- | ----- |
| CIII   | 2021-22 | CN Sant Andreu   | A.Hernández, P.Villa, A.Guillamón, L.Muñoz | 4:01.20          | [ 3 ] |
| CIV    | 2022-23 | CN Sant Andreu   | A.Santos, P.Villa, A.Guillamón, M.González | 3:58.69          | [ 3 ] |